# Frits Thaulow
 Ikke at forveksle med Johan Fredrik Thaulow.
Frits Thaulow (egentlig Johan Frederik Thaulow) (født 20. oktober 1847 i Oslo; død 5. november 1906 under et ophold i Volendam i Holland) var en norsk landskabsmaler.
Johan Frederik Thaulow var søn af apoteker Harald Conrad Thaulow. Thaulow blev student 1866 og underkastede sig farmaceuteksamen 1870. Samme år rejste han til København, hvor han en tid vejlededes af C.V. Nielsen. Siden kom han til Kunstakademiet, hvor han dog ingen større fremgang gjorde. En mere frugtbringende undervisning nød han hos professor C.F. Sørensen og derefter hos Holger Drachmann. Sammen med ham besøgte han Skagen i 1872, og en tid boede de dør om dør på Phønix i København. Vinteren 1873—74 var Thaulow elev hos professor Hans Gude i Karlsruhe, hvis undervisning har været ham til gavn. Heller ikke her fandt han sig til rette, da han efterhånden kom til klarhed over modsætningen mellem lærerens og hans egen kunstneriske opfatning. Han holdt så helt op med al akademiundervisning og drog til Paris i 1878. Her udvikledes hans syn på kunst ved studiet af verdensudstillingen samme år og den naturalistiske retning, og her modnedes han til den foregangsmand, som han senere blev i norsk kunstliv. 
Thaulow slog i 1889 i Paris igennem med sine Seine-billeder; dette blev en varig succes og skaffede ham i årenes løb et stedse stigende verdensry og hans billeder en udbredelse, som vistnok ingen anden moderne norsk kunstners. Da han 1880 vendte tilbage til Norge, tog han sammen med Christian Krohg og Erik Werenskiold kampen op mod de rådende, i tysk kunst stivnede forhold i Kunstforeningen i Oslo, og fik de første høstudstillinger i stand 1882 og 1883 og samlede selv en del begejstrede unge elever om sig på det bekendte "Friluftsakademi" på Modum. Kampen endte med den ny retnings sejr og statens tilslutning og førte til kunstnernes selvstyre.
Efter dette betydningsfulde ophold i hjemlandet opholdt han sig i London (1892) og fra 1898 i Paris, med undtagelse af et besøg i Amerika hos Andrew Carnegie (1897) og i Nordfrankrig i nogle små landsbyer, hvis maleriske motiver holdt ham fangen. Senere var han, afbrudt af enkelte besøg i Norge og i London, bosat i Frankrig, først i Dieppe, hvis små floder med udløb i Kanalen han fandt så rige på motiver, at han blev der i hele fire år. Fra den tid boede han væsentlig i Paris. I 1905 og 1906 var han på et længere studiebesøg i Oslo. — Thaulows kunst havde siden de første kampår i Norge brudt sig ny baner, og han så i mange henseender anderledes end før. Hans maleriske syn har tabt sin djærve naturalistiske kraft og fået et præg af forfinelse, en mere overlegen "artistisk" fremstillingsmåde, som søger sine motiver med en subjektiv smag, altid udsøgt og endog raffineret, men altid med en farveglæde og ustandselig søgen efter ny og virkningsfulde motiver, som i deres tilsyneladende ringhed ejer en usædvanlig skønhed. Særlig har hans billeder af småkruset rindende elvevand i vinter- eller høstlandskab vakt beundring, og de fint stemte natbilleder i månelys har en egen musikalsk virkende tone.

## Udmærkelser
Gentagne gange vandt han ved forskellige internationale og andre udstillinger de højeste udmærkelser, Grand Prix ved Pariserudstillingen 1900 og guldmedaljer flere steder, ligesom han var medlem af akademierne i München (1896), København (1898) og Stockholm (1895). Af hans mange i forskellige private og offentlige samlinger spredte billeder kan nævnes: Hougfos (1883), Gade i Kragerø (1881), Gammel Bro i natlig Belysning (1895) og mange flere i Nationalgalleriet i Oslo samt to norske efterårslandskaber (pastel) i prinsregentens Palæ i München; Vinterdag i Vestre Åker (1887) og Den gamle Fabrik ved Lysakerelven (1889, Pastel), begge i Luxembourg-Galleriet i Paris; Det gamle Kloster (1905) i galleriet i Bordeaux, Elv i Ncrmandie (1892) i Berlins National-Galleri, Fra Kjøbenhavns Omegn (1878), i Kunstmuseet i København, Vinterbillede fra Vestre Åker og Maaneskinsbillede fra Normandie i Stockholms Nationalmuseum. I White House hænger et stort billede Aftenstemning fra Pittsburg (1897) og i Galleriet i Budapest Sommeraften i Oslo (1905). Galleriet Citadina i Venedig ejer Aften ved en Elvebred (1897). I Gøteborgs Galleri er nu hans oprindelig den Fürstenbergske og andre samlinger tilhørende billeder: Nedsneet Bænk (1880), Fra en norsk Sjøby (1881).
I sine senere år dyrkede Thaulow raderekunsten og har i denne kunstart ydet fremragende ting, 12 — i et meget begrænset antal trykte — raderinger, alle farvetryk; Kunstmuseet i Oslo ejer seks af disse raderinger, og tre befinder sig i Kensington-Museet. Han vedblev til sin død at udfolde en stor produktion af malerier og farveraderinger og udviklede i sine senere år en stadig mere forfinet kolorisme, som dog stundom kunne slå over i det sødlige. Foråret efter hans død holdtes auktion over hans samlinger og hans egne billeder i Paris. Han udstillede hyppig på Salonen i Paris samt ved en stor række internationale udstillinger. I Oslo Kunstforening udstillede han 1906. 
Efter hans død holdtes i Oslo 1907 en udstilling af hans efterladte studier og skitser, som sammen med en stor række ældre og yngre malerier udstilledes 1910 i København, Oslo, Göteborg, Stockholm. 1908 udgav hans enke en samling af hans efterladte litterære skitser under titlen: I Kamp og i Fest.

## Galleri
- Portrett av Frederik Collett, 1875
- Parti fra Amerikavej i København, 1881
- En elv, 1883
- Et Château i Normandie, 1895
- Fra Dieppe med floden Arques, 1895
- Måneskinn Dieppe, 1896
- Boulevard de la Madeleine à Paris, 1896-1897
- Marmortrappen, 1903
- Måneskinn i Beaulieu, 1904
- Place Marbot, 1904
- Dordrecht, 1905
- Under Rialto-broen i Venezia
- Utsikt over Venezia
- Hiver à Paris
- Le Curé

## Ældre litteratur
- Folkebladet (Oslo) [1890], S. 18, [!906], S. 321;
- Samtiden [Bergen 1907];
- The Studio [Juni 1897];
- Ord och Bild [Sthlm 1902];
- Kunstbladet 1909-10, S. 375 ff.;
- Andreas Aubert, Det ny Norges Malerkunst [1904];
- Jens Thiis, Norske malere og billedhuggere, II [1905];
- Carl W. Schnitler i Vore høvdinger [1914])